# Húnafjörður
Der Húnafjörður ist ein Fjord im Norden Islands. Er ist der östliche Teil der Bucht Húnaflói und wird durch die Halbinseln Vatnsnes im Westen und Skagi im Osten begrenzt. 
Am Ostufer liegt der Ort Blönduós und etwas weiter nördlich Skagaströnd. Die Region gehört zur Gemeinde Húnavatn.
Mit einer Breite von etwa 15 Kilometern und einer Tiefe von etwa 10 Kilometern ist der eher als weite Bucht anzusehen, wird im isländischen Sprachgebrauch aber trotzdem als Fjord (Fjörður) bezeichnet. 
Südlich der Bucht liegen einige Lagunenseen, darunter der Hóp, vom Fjord durch die Landzunge Þingeyrasandur getrennt, auf der die Kirche Þingeyrarkirkja steht. In den Hóp mündet der Fluss Bjargarós. Lagunen etwas östlich werden vom Fluss Vatnsdalsá gespeist, der das Tal Vatnsdalur entwässert. Der Fluss mündet in den Húnavatn.
Bei Blönduós mündet der Gletscherfluss Blanda direkt in die Bucht.
Bekannt ist der Felsen Hvítserkur an der Westseite des Fjords, der Sage nach ein versteinerter Troll.

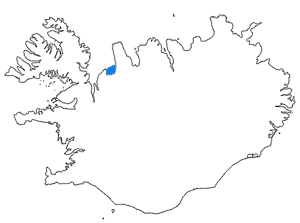
Lage des Húnafjörður
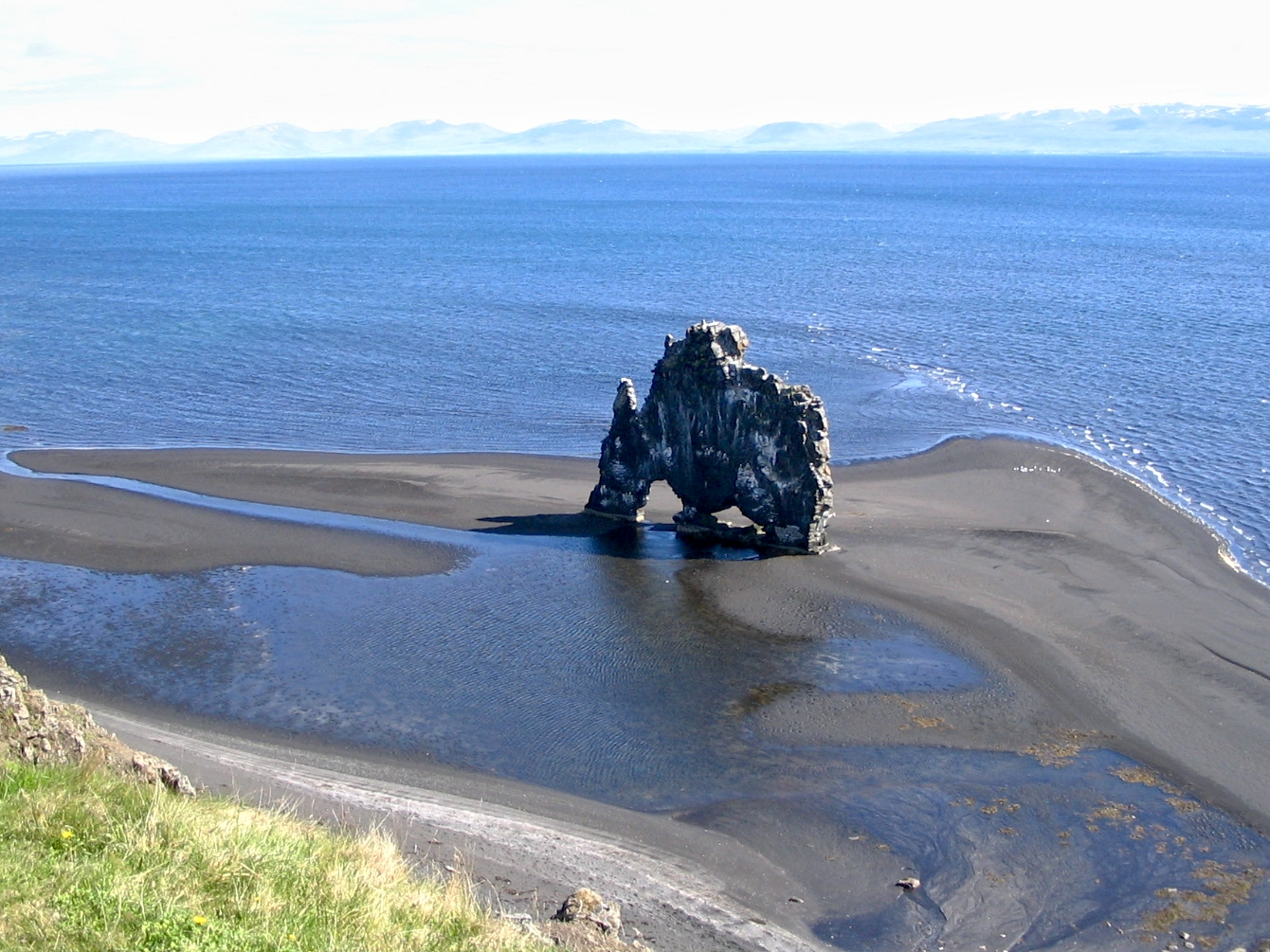
Hvítserkur